# (16484) 1990 QJ9
A (16484) 1990 QJ9 a Naprendszer kisbolygóövében található aszteroida. Eric Walter Elst fedezte fel 1990. augusztus 16-án.